# Юберінський Перевоз
Юбері́нський Перево́з (рос. Юберинский Перевоз) — присілок у складі Селтинського району Удмуртії, Росія.

## Населення
Населення — 3 особи (2010; 0 в 2002).

## Урбаноніми[3]
- вулиці — Берегова, Миру, Набережна, Підлісна, Шкільна, Юберінська